# پکمز

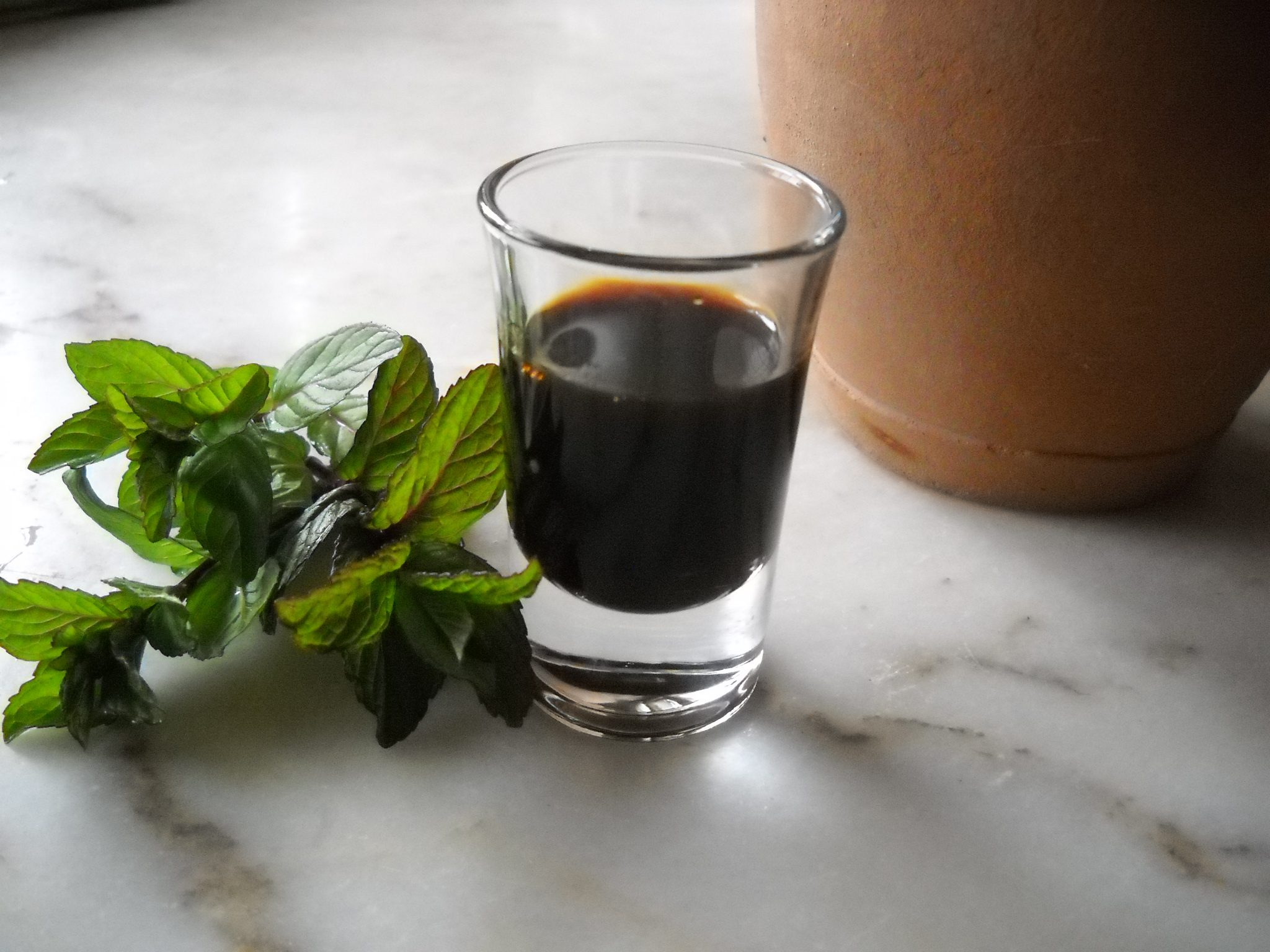
پکمز (Üzüm Pekmezi)، شربت ترکی تهیه شده از انگور (شربت انگور) یا (Keçiboynuzu Pekmezi) از خرنوب

پکمز (ترکی استانبولی: pekmez، ترکی آذربایجانی: bəkməz/doşab) شربتی شبیه ملاس است که پس از تغلیظ آبمیوه حاصل از پوره میوه‌ها، مخصوصاً انگور به وسیله جوشاندن آن با ماده منعقدکننده‌ای مانند خاکستر چوب یا دانه‌های خرنوب آسیاب‌شده بدست می‌آید. به عنوان شربت یا به عنوان صبحانه با ارده مخلوط می‌شود. در آذربایجان، پکمز نیز با ماست طبیعی مخلوط شده و به عنوان یک طراوت‌بخش در تابستان مصرف می‌شود.

## ریشه لغت
پکمز از فارسی ماوراءالنهری بگماز، به معنی شراب می‌باشد.

## انواع منطقه ای
در ترکیه، چغندر قند (şeker pancarı)، انجیر (incir) یا توت (dut) اغلب استفاده می‌شود، و همچنین میوه ارس (andiz). پکمز ساخته شده از خرنوب (keçiboynuz یا harnup) به عنوان درمانی برای کم خونی فقر آهن توصیه می‌شود. در آذربایجان، پکمز بیشتر از توت، انگور، میوه گل رز یا انار تهیه می‌شود.
در بالکان، بافت آن بیشتر شبیه مربا است و معمولاً از آلو ساخته می‌شود. در یونان به آن پتیمزی (πετιμέζι) می‌گویند.
در آشپزی عربی، دبس (در برخی از مناطق به نام «رب») از انار، انگور، خرنوب، یا خرما ساخته می‌شود.

## بیشتر خواندن
- وزارت کشاورزی در ترکیه ، صفحه بایگانی شده